# Strażnica WOP Matcze
Strażnica WOP Matcze – podstawowy pododdział graniczny Wojsk Ochrony Pogranicza pełniący służbę ochronną na granicy polsko-radzieckiej.

## Formowanie i zmiany organizacyjne
Strażnica została sformowana w 1945 w strukturze 32 komendy odcinka jako 147 strażnica WOP (Matcze) o stanie 56 żołnierzy. Kierownictwo strażnicy stanowili: komendant strażnicy, zastępca komendanta do spraw polityczno-wychowawczych i zastępca do spraw zwiadu. Strażnica składała się z dwóch drużyn strzeleckich, drużyny fizylierów, drużyny łączności i gospodarczej. Etat przewidywał także instruktora do tresury psów służbowych oraz instruktora sanitarnego.
W 1945 i na początku 1946 32 komenda odcinka wraz ze strażnicami stacjonowała w Hrubieszowie. 15 stycznia 1946 147 strażnica WOP wystawiła ze swojego składu pierwsze patrole.
5 lipca 1946 147 strażnica WOP zakwaterowała się w cerkwi w Matczu. Konie trzymano u gospodarzy w pomieszczeniach prywatnych. W 1948 stacjonowała w Skryhiczynie 
W związku z reorganizacją oddziałów WOP w 1948, strażnica podporządkowana została dowódcy 25 batalionu OP. Od stycznia 1951 strażnica podlegała dowódcy 233 batalionu WOP.
Od 15 marca 1954 wprowadzono nową numerację strażnic. Strażnica WOP Weniawka IV kategorii otrzymała numer 143.

## Ochrona granicy
Sąsiednie strażnice:
- 146 strażnica WOP Dubienka ⇔ 148 strażnica WOP Strzyżów – 1946

## Dowódcy strażnicy
- ppor. Idzi (był 25 maja 1946)[9]